# Liste des monuments historiques de Nasingen
La Liste des monuments historiques de Nasingen contient deux monuments historiques à Nasingen, une municipalité allemande située dans le Land de Rhénanie-Palatinat et l'arrondissement d'Eifel-Bitburg-Prüm.

## Liste
| Monument                          | Adresse       | Coordonnées                      | Notice | Protection | Date | Illustration                      |
| --------------------------------- | ------------- | -------------------------------- | ------ | ---------- | ---- | --------------------------------- |
| Église catholique St. Maria, 1868 | Hauptstraße 3 | 49° 58′ 43″ nord, 6° 15′ 38″ est |        |            |      | Église catholique St. Maria, 1868 |
| Ferme, 1850                       | Dorfstraße 5  | 49° 58′ 44″ nord, 6° 15′ 35″ est |        |            |      | Image manquante Téléverser        |